# 글루타민
글루타민(영어: glutamine) (기호: Gln or Q)은 단백질의 생합성에 사용되는 α-아미노산이다. 글루타민의 곁사슬은 카복실기가 아마이드로 대체된다는 점을 제외하고는 글루탐산의 곁사슬과 유사하다. 글루타민은 비전하, 극성 아미노산으로 분류된다. 글루타민은 사람에게 필수적이지 않고 조건부로 필수적이다. 즉, 신체는 일반적으로 충분한 양의 글루타민을 합성할 수 있지만, 스트레스를 받는 경우 글루타민에 대한 신체의 요구량이 증가하고, 글루타민은 식단으로부터 공급받아야 한다. 글루타민은 CAA, CAG 코돈에 의해 암호화되어 있다.
사람의 혈액에서 글루타민은 가장 풍부한 유리 아미노산이다.
글루타민의 식이 공급원으로는 특히 쇠고기, 닭고기, 생선, 유제품, 달걀과 같은 단백질이 풍부한 식품과 콩, 비트, 양배추, 시금치, 당근, 파슬리와 같은 채소와 채소 주스와 밀, 파파야, 방울다다기, 셀러리, 케일 및 미소와 같은 발효 식품이 포함된다.

## 기능
글루타민은 다음과 같이 다양한 생화학적 과정들에 관련되어 있다.
- 20가지 단백질생성성 아미노산들 중 하나로 단백질 합성에 참여한다.
- 특히 암세포에 의한 지질 합성[8]
- 암모늄 이온 생성에 의한 콩팥에서의 산-염기 균형의 조절[9]
- 포도당 다음으로서의 세포 에너지원의 원천[10]
- 퓨린의 합성을 포함한 많은 동화 작용에서의 질소 공여체[7]
- 시트르산 회로의 탄소 골격 보충을 위한 탄소 공여체[11]
- 혈액 순환에서 암모니아를 수송하기 위한 무독성 수송체
- 소규모 무작위 시험에서 크론병에 아무런 이점이 없는 것으로 나타났지만 건강한 장점막의 무결성[12]

### 물질대사 및 암에서의 역할
암세포는 탄소 및 질소 공급원으로 글루타민 대사에 의존한다. 혈청의 글루타민 수치는 다른 아미노산들 중에서 가장 높으며 많은 세포 기능에 필수적이다.
연구에 따르면 특정 종양에서 글루타민의 중요성이 나타난다. 예를 들어 글루타민 대사의 억제는 유방, 간, 콩팥 및 T 세포 림프모구성 백혈병과 같은 여러 종양의 생장을 예방하는 것으로 보고되었다.

### 전구체
글루타민은 글루타티온 합성에 참여하고 환원적 카복실화에 의한 지질 합성과 같은 동화 과정에 기여함으로써 산화 환원 균형을 유지한다.
글루타민은 또한 뉴클레오타이드 및 비필수 아미노산의 합성을 위한 가용할 수 있는 질소를 보존하는 역할을 한다. 글루타민의 가장 중요한 기능 중 하나는 α-케토글루타르산으로 전환될 수 있는 능력이며, 이는 시트르산 회로의 흐름을 유지하게 하여 ATP를 생성하는 데 도움을 준다.

## 생산
글루타민은 탄소 공급원으로 포도당을 사용하여 이틀에 약 40 g/L를 생산하는 코리네박테리움 글루타미쿰(Corynebacterium glutamicum)의 돌연변이체를 사용하여 산업적으로 생산된다. 글루타민은 글루타민 합성효소에 의해 글루탐산과 암모니아로부터 합성된다. 가장 관련성이 높은 글루타민 생성 조직은 합성되는 모든 글루타민의 약 90%를 차지하는 근육 조직이다. 글루타민은 또한 폐와 뇌에서 소량으로 방출된다. 간은 관련 글루타민 합성이 가능하지만, 간은 장으로부터 유래한 많은 양의 글루타민을 흡수할 수 있기 때문에 글루타민 대사에서의 생산은 보다 더 제한적이다.
|  |

### 소비
글루타민의 가장 열렬한 소비처는 장세포, 산-염기 균형을 위한 콩팥 세포, 활성화된 면역 세포 및 많은 암세포이다.

## 용도

### 영양
글루타민은 인체에서 가장 풍부한 자연 발생, 비필수 아미노산이며, 혈액뇌장벽을 직접 통과할 수 있는 몇 안되는 아미노산 중 하나이다. 사람은 섭취하는 음식에서 단백질의 이화작용을 통해 글루타민을 얻는다. 아기의 성장이나 상처나 중병의 치유와 같이 조직이 만들어지거나 수복되는 상태에서 글루타민은 조건부 필수 아미노산이 된다.

### 낫 모양 적혈구 빈혈증
2017년에 미국 식품의약국(FDA)은 5세 이상의 낫 모양 적혈구 빈혈증 환자의 심각한 합병증을 줄이기 위해 L-글루타민 경구 분말인 엔다리(Endari)를 승인했다.
L-글루타민 경구 분말의 안전성과 효능은 임상 시험에 등록하기 전 12개월 이내에 두 번 이상의 고통스러운 위기를 겪은 낫 모양 적혈구 빈혈증을 앓고 있는 5세부터 58세 사이의 피험자를 대상으로 한 무작위 시험에서 연구되었다. 피험자들은 L-글루타민 경구 분말 또는 위약 치료에 무작위로 배정되었고 치료 효과는 48주에 걸쳐 평가되었다. L-글루타민 경구 분말로 치료받은 피험자는 위약을 투여받은 피험자(중앙값 3 대 중앙값 4)에 비해 평균적으로 비경구 투여된 마약 또는 케토롤락(낫모양 적혈구 빈혈증)으로 치료한 통증으로 인해 더 적게 병원을 방문했으며, 낫 모양 적혈구 빈혈증으로 인한 통증으로 입원일(중앙값 2 대 중앙값 3)도 더 적었으며, 병원 입원일(중앙값 6.5일 대 중앙값 11일)도 더 적었다. L-글루타민 경구 분말을 투여받은 환자는 위약을 투여받은 환자(8.6% 대 23.1%)에 비해 급성 흉부 증후군(낫 모양 적혈구 빈혈증으로 인한 심각한 합병증)의 발생도 적었다.
L-글루타민 경구 분말의 일반적인 부작용으로는 변비, 메스꺼움, 두통, 복통, 기침, 사지 통증, 요통 및 흉통이 있다.
L-글루타민 경구 분말은 희귀의약품 지정을 받았다. 미국 식품의약국(FDA)은 엠마우스 메디컬 Inc.(Emmaus Medical Inc.)에 엔다리(Endari)의 승인을 허가했다.

### 의료 식품
글루타민은 의료 식품으로 판매되며 내인성 합성 또는 식이로 충족될 수 있는 것 이상의 대사 요구로 인해 글루타민 보충이 필요하다고 의료 전문가가 판단할 때 처방된다.

## 안전
글루타민은 성인과 미숙아에게 안전하다. 글루타민은 신경학적 효과가 있는 글루탐산과 암모니아로 대사되지만 이들의 농도는 크게 증가하지 않고 신경학적 부작용도 발견되지 않았다. 정상적인 건강한 성인의 L-글루타민 보충에 대해 관찰된 안전 수준은 하루에 14 g이다.
글루타민은 가정에서 비경구로 영양을 섭취하는 사람과 간 기능에 이상이 있는 사람에게 처방되었다. 글루타민은 종양 세포의 증식에 영향을 미치지 않지만, 일부 암 유형에서는 글루타민 보충이 해로울 수 있다.
매우 높은 글루타민 소비에 적응한 사람들에게 글루타민의 보충을 중단하면 금단 효과가 시작되어 감염이나 장의 손상과 같은 건강 문제의 위험이 높아질 수 있다.

## 구조
글루타민은 L-글루타민과 D-글루타민의 두 가지 거울상 이성질체의 형태로 존재할 수 있다. L-글루타민은 자연에서 발견된다. 글루타민은 α-아미노기(생물학적 조건에서 양성자화된 −NH3+ 형태), α-카복실기(생물학적 조건에서 탈양성자화된 −COO− 형태)를 포함하고 있다.
|  |

## 연구

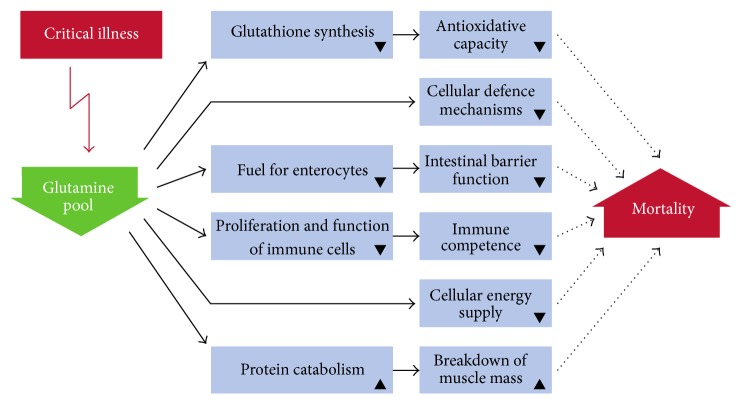
중환자에서 글루타민이 고갈되었을 때의 결과

글루타민 구강청결제는 화학요법을 받는 사람들의 구강 점막염을 예방하는 데 유용할 수 있지만, 정맥 내 글루타민은 위장관 점막염을 예방하는 데 유용하지 않는 것으로 보인다.
글루타민 보충제는 위독하거나 복부 수술을 받은 사람들의 합병증을 줄일 수 있는 잠재력이 있는 것으로 생각되었지만, 이는 품질이 낮은 임상 시험을 기반으로 한 것이다. 보충제는 크론병이나 염증성 장질환이 있는 성인이나 어린이에게 유용하지 않은 것으로 보이지만, 2016년을 기준으로 임상 연구는 저조했다. 보충제는 위장이나 장에 심각한 문제가 있는 영아에게는 효과가 없는 것으로 보인다.
일부 운동 선수들은 L-글루타민을 보충제로 사용한다. 연구에서는 격렬한 유산소 운동과 과격한 운동으로 유발된 부상과 염증에 대한 보충제의 만성 경구 투여의 긍정적인 효과를 지지하지만, 웨이트 트레이닝으로 인한 근육 회복에 대한 효과는 불분명하다.

## 같이 보기
- 아이소글루타민
- 아스파라긴
- 세린
- 트레오닌
- 시스테인